# 冰岛电影
冰岛电影一直以低成本制作为主，长期处于初创阶段。独立的电影产业直到20世纪末才开始形成，在此之前，电影制作常常是摄影、冰岛剧院以及国家电视台（自1966年开播后）等其他事业的附属品。电影院的观众数量相对较多，但由于电影制作的高昂成本，观众规模仍一直不大。
通常认为，冰岛电影基金于1978年成立标志着可持续冰岛电影制作的开端。因此，首部该基金资助制作的电影《大地与儿子》被称为冰岛第一部真正意义上的电影。不过值得注意的是，在20世纪40年代和50年代，冰岛电影制作曾有过短暂繁荣，而60年代拍摄的《79号站的谋杀案》等大型电影也部分由冰岛人制作，并由冰岛演员担任主角。
近年来，冰岛电影公司再次兴起，开始作为本土合作方参与外国制片方在冰岛取景的项目。近期典型案例是克林特·伊斯特伍德执导的电影《父辈的旗帜》，该片部分场景在克吕瑟维克附近拍摄，合作方为冰岛公司Truenorth Productions。
冰岛电影中心成立于2001年，负责管理电影制作和电视剧制作的资金支持。该机构下设七人组成的冰岛电影委员会，由冰岛教育部长根据电影专业人士协会提名任命。2006年，电影基金提供了约3亿冰岛克朗的资助。
埃达奖是由冰岛电影与电视学院颁发的电影电视奖项，自1999年起每年颁发。该学院还负责推选代表冰岛参加奥斯卡最佳国际影片的电影作品。

## 发展史

### 早期电影
丹麦摄制组于1919年为拍摄贡纳尔·贡纳尔松小说改编的《博尔加家族传奇》而来到冰岛，可视为冰岛电影业的开端。摄制组在雷克雅未克搭建了临时摄影棚，冰岛演员古德蒙德尔·索尔斯坦松（绰号“穆格”）担任主演之一，其他冰岛演员也参与了配角演出。奥斯卡·吉斯劳森正是在此期间首次接触电影制作，后来他摄制了多部电影，成为冰岛电影的先驱者。  
1923年，丹麦摄制组再次来到冰岛拍摄古德蒙德尔·坎班编剧的《哈达·帕达》，由丹麦影星克拉拉·庞托皮丹主演。同年，冰岛人洛夫特·古德蒙德松自编自导的首部冰岛喜剧短片《约翰与古恩达的冒险》在新电影院作为加映片首映。尽管反响褒贬不一，洛夫特继续创作，并于1925年推出长篇冰岛风光纪录片《冰岛动态影像》，记录了前一年夏天他在冰岛各地的拍摄成果。洛夫特持续从事电影创作，多以短篇纪录片为主，直到1949年推出冰岛首部剧情长片《山与滩之间》，这也是冰岛第一部有声电影。  
有记载的首位接受专业电影教育的冰岛人是西居尔·诺德达尔（后任冰岛移民局局长），他于1943-1944年间在纽约大学电影制作系学习。其最著名的作品可能是1949年记录冰岛加入北约时奥斯图尔广场抗议活动的影像资料。  
在1940年代后期，冰岛涌现了大量纪录片，其中最重要的当属奥斯卡·吉斯劳森1949年制作的《拉特拉山救援壮举》。

### 冰岛首部电影长片
洛夫特·古德蒙德松1949年推出的《山与滩之间》是冰岛首部完整长度的剧情片。该片上映两年后，他虽身患重病仍坚持完成续作《定居者》，最终于1952年逝世。1950年，奥斯卡·吉斯劳森根据冰岛民间传说改编的儿童电影《山谷中的最后一座农场》问世，成为冰岛第二部剧情长片。次年（1951年），奥斯卡推出喜剧片《雷克雅未克冒险记》。整个1950年代，奥斯卡保持高产创作，其中1952年由其制片拍摄的《贪婪》尤为特殊——该片由斯瓦拉·汉内斯多蒂尔执导，使其成为冰岛首位女性电影导演，剧本改编自她自创的舞台剧。1954年，奥斯卡推出《新角色》。此前一年（1953年），由阿斯盖尔·隆和瓦尔加德尔·鲁纳尔松创作的短片《月亮啊月亮，请带走我》面世，两人后续于1957年推出长片《吉利特鲁特》。同年，奥斯卡成立冰岛电影公司，但该公司很快陷入破产。此后整整二十年，冰岛未再产出完全本土制作的剧情长片，直到1977年雷尼尔·奥德松的《谋杀故事》问世。  

### 国际合作
1949年8月19日，即冰岛首部剧情长片首映同年，埃达电影公司在雷克雅未克成立，旨在与法国制片方合作拍摄约翰·西居永松剧作《山民埃温德》的冰岛取景版。虽然该项目未成行，但该公司仍持续运作，并于1954年参与制作瑞典导演阿恩·马特松执导的《萨尔卡·瓦尔卡》。其后的重点项目是1962年与北欧电影公司合作、由丹麦名导埃里克·巴林执导的《79号站的谋杀案》，该片资金主要来自冰岛方面（含教育部拨款）并启用冰岛演员阵容。  
尽管公司倡导政府加大对电影制作的资助，但初期反响平平。埃达电影后续仅参与制作加布里埃尔·阿克塞尔的《红斗篷》（1967年），未再独立制作其他影片。该公司于1970年代末逐渐停止运营。

### 电视时代与学院派电影
1966年的两大事件标志着冰岛电影业的转折点：冰岛电影制作者协会成立与9月30日国家电视台正式开播。公共电视台的建立为电视电影和电视剧创作提供了平台。在此，众多电影技术人员获得专业训练，首批科班出身的导演如赫拉芬·贡劳格松、索尔斯坦·琼松和斯莱因·贝特尔松学成归国后均在此任职。约库尔·雅各布松创作了多部电视剧本，包括首部真正意义上的冰岛电视剧《献给罗莎琳德的房间》（1968年），以及1976年的《陶艺》和1980年由赫拉芬·贡劳格松改编为电视电影的《致命打击》。妮娜·比约克·阿纳多蒂尔与斯瓦瓦·雅各布斯多蒂尔也为电视台创作剧本。首部大型合拍电视电影是1973年根据哈尔多尔·拉克斯内斯小说改编的《布雷库庄园年鉴》，合作方包括北欧各国电视台及德国北德广播公司。此后陆续推出纪录片《石下之鱼》（1975年，索尔斯坦·琼松与奥拉夫·豪克·西蒙纳松联合执导）及赫拉芬·贡劳格松的《血色夕阳》（1976年）。  
在电影基金成立前，1966年后冰岛电影制作相对沉寂。阿斯盖尔·隆持续拍摄纪录片，索尔盖尔·索尔盖尔松1968年受欧洲新浪潮影响创作的《人与工厂》成为首部在国际电影节获奖的冰岛影片。雷尼尔·奥德松在美国学习戏剧时接触电影制作，其作品包括1965年与回声乐队合作的实验短片《翁巴伦-班巴》，以及1967年和1969年分别推出的两部长篇军事占领时期纪录片。1977年，他推出自1957年后首部完全本土制作的剧情长片《谋杀故事》，由古德伦·阿斯蒙兹多蒂尔与斯泰因多尔·约莱夫松主演。该片因资金短缺导致部分剧本未能拍摄，音效处理也极为简陋。1978年，冰岛电影基金成立，冰岛电影制作环境迎来根本性变革。

### 电影基金会与1980年代的电影繁荣
1978年夏，冰岛首届雷克雅未克电影节与雷克雅未克艺术节同期举办。为期十天的电影节设置了最佳影片奖项，公众参与热情高涨。索尔斯坦·琼松凭纪录片《农民》获奖，赫拉芬·贡劳格松根据哈尔多尔·拉克斯内斯短篇小说改编的短片《百合》也斩获奖项。奥古斯特·古德蒙德松在此期间获得文化基金的剧本创作资助，用于拍摄短片《小土丘》。同年，冰岛电影基金正式成立。  
1979年3月29日，基金完成首次拨款，向九个项目发放3000万（旧）克朗资助。其中三部剧情片先后于1980年和1981年上映：奥古斯特·古德蒙德松的《大地与儿子们》、安德烈斯·因德里达松的《狩猎之旅》以及赫拉芬·贡劳格松的《父辈的遗产》。四部纪录片获得资助，包括索尔斯坦·琼松的《水手》、奥拉·厄恩·安德烈亚森与古德蒙德尔·帕尔·奥拉夫松合作的《昼夜之眼》，以及西居德尔·厄恩·布林约尔夫松的动画片《特里姆之歌》。  
1980年见证了冰岛电影里程碑时刻——三部本土剧情片同年首映：奥古斯特·古德蒙德松的《大地与儿子们》、索尔斯坦·琼松的《点，点，逗号，破折号》，以及安德烈斯·因德里达松的《狩猎之旅》。这一年标志着冰岛进入持续电影制作时期，自此每年都有本土剧情片问世。电影基金的设立使导演们得以筹集长片制作资金，尽管冰岛电影仍明显带有低成本制作的烙印。

### 1992年第三次电影繁荣期
1992年冰岛剧情长片首映数量实现了爆发式增长。1991年有两部作品问世：弗里德里克·索尔的《自然之子》和赫拉芬的《白色维京人》，而1992年则涌现出六部新作，其中三部出自新锐导演之手——阿斯迪丝·索罗兹恩的《英加洛》、奥斯卡·约纳松的《雷克雅未克索多玛》以及尤利乌斯·肯普的《墙纸》。同年，首届雷克雅未克短片节成功举办。种种迹象使评论界认为90年代初迎来了新的电影繁荣期。这一增长源于多重因素：新生代导演崛起、数字技术普及大幅降低拍摄与后期成本，以及《自然之子》获得奥斯卡提名为冰岛电影注入信心。但纵观整个1990年代，电影产量相较前十年增幅有限，真正的爆发式增长直到2000年才显现。  
1999年，首届埃达奖正式颁发，旨在表彰电影与电视作品。该奖项初期因候选作品稀少、缺乏竞争性而遭诟病，甚至出现隔年举办的建议。随着新世纪后冰岛影视产量成倍增长，此类批评声浪逐渐消退。

### 世纪之交以来
1999年，冰岛首次颁布关于电影制作成本部分返还的法律，旨在吸引外国电影制片人来冰岛取景拍摄。
2000年至2005年期间制作的冰岛剧情长片数量超过整个前十年。当前冰岛年度电影产量及从业人员规模已远超1990年代与21世纪初水平。以国际发行为目标的制作模式现已成为常态而非特例，电影经济效益不再完全依赖本土影院上座率。冰岛电影通过DVD媒介的市场推广与发行已成为重要销售渠道，同时业界积极推动经典冰岛电影的修复再版，以适应影像制品市场需求。

## 现状
近年来冰岛电影产业呈现显著增长。2006年秋，雷克雅未克市议会批准启动专项推广计划，旨在吸引国际电影工作者来冰岛进行影视制作。为此成立专项委员会，成员涵盖市政府代表、本土电影企业、冰岛电影中心及雷克雅未克电影节相关人士。该委员会需于2007年7月前提交具体实施方案建议。
2006年11月中旬，冰岛教育部长索尔盖尔泽尔·卡特琳·贡纳尔斯多蒂尔签署政府与电影行业合作协议。该规划确立目标要求冰岛实现年产四部长片电影。冰岛电影基金的资助比例将从40%提升至50%，政府年度总拨款计划从2006年的3.72亿克朗增至2010年的7亿克朗。